# 1893 na Venezuela
Esta é uma cronologia dos principais fatos ocorridos no ano de 1893 na Venezuela.

## Arte
- El desván del anticuario e Paisaje de San Bernardino, de Arturo Michelena.

## Personalidades

### Nascimentos
- 11 de abril – Fernando Paz Castillo (m. 1981), poeta, crítico literário, diplomata e pedagogo.
- 29 de agosto – Laudelino Mejías (m. 1963), músico e compositor.
- 15 de novembro – Eduardo Schlageter (m. 1974), pintor.
- 4 de dezembro – Bárbaro Rivas (m. 1967), pintor.

### Mortes
- 18 de janeiro – Madre Emilia de San José (n. 1858), freira e criadora da Congregação das Irmãs dos Pobres de Maiquetía.[1]